# Космач, Феодосий Александрович
Феодо́сий Алекса́ндрович Космач (1903—1987) — гвардии полковник Советской Армии, участник Великой Отечественной войны, Герой Советского Союза (1945).

## Биография
Феодосий Космач родился 14 августа 1903 года в селе Мисайловка (ныне — Богуславский район Киевской области Украины). После окончания девяти классов школы работал в колхозе. В 1925 году Космач был призван на службу в Рабоче-крестьянскую Красную Армию. В 1930 году он окончил совпартшколу, в 1932 году — Объединённую военную школу, позднее также окончил артиллерийское училище. Участвовал в польском походе и советско-финской войне. С июня 1941 года — на фронтах Великой Отечественной войны. Участвовал в боях на Карельском перешейке, Сталинградской и Курской битвах.
К началу 1945 года гвардии майор Феодосий Космач командовал артиллерией 94-й гвардейской стрелковой дивизии, 26-го гвардейского стрелкового корпуса, 5-й ударной армии, 1-го Белорусского фронта. Отличился во время Висло-Одерской операции. В ходе неё артиллерия успешно наступала, поддерживала форсирования стрелковыми частями дивизии реки Пилица, нанеся немецким войскам большие потери в боевой технике и живой силе.
Указом Президиума Верховного Совета СССР от 27 февраля 1945 года гвардии майор Феодосий Космач был удостоен высокого звания Героя Советского Союза с вручением ордена Ленина и медали «Золотая Звезда».
После окончания войны Космач продолжил службу в Советской Армии. В 1948 году он окончил Высшие академические курсы. В 1954 году в звании полковника Космач был уволен в запас. Проживал в Ленинграде. Скончался 6 сентября 1987 года, похоронен на Северном кладбище Санкт-Петербурга.

## Награды
Был награждён двумя орденами Ленина, двумя орденами Красного Знамени, орденом Александра Невского, двумя орденами Отечественной войны 1-й степени, орденом Красной Звезды, рядом медалей, в том числе одной иностранной.